# 古鲁格舍德拉县

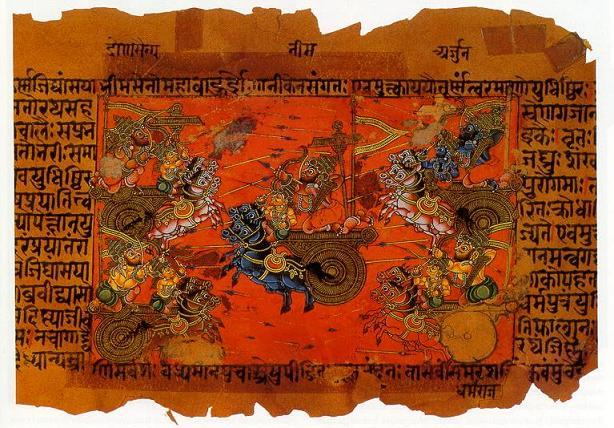

古鲁格舍德拉县（Kurukshetra district）是印度哈里亞納邦的一個縣，位於該國北部，面積1,683平方公里，識字率為69.88%，2001年人口825,454，人口密度每平方公里490人。

## 外部連結
- Kurukshetra district website （页面存档备份，存于）

29°58′12″N 76°51′00″E / 29.97000°N 76.85000°E